# Phil J. Welch
Philip James „Phil“ Welch (* 4. April 1895 in Saint Joseph, Missouri; † 26. April 1963 ebenda) war ein US-amerikanischer Politiker. Zwischen 1949 und 1953 vertrat er den Bundesstaat Missouri im US-Repräsentantenhaus.

## Werdegang
Phil Welch besuchte die öffentlichen Schulen seiner Heimat und arbeitete danach zwischen 1916 und 1931 in der Möbelbranche. Gleichzeitig begann er als Mitglied der Demokratischen Partei eine politische Laufbahn. Von 1932 bis 1936 fungierte er als Kämmerer in Saint Joseph; zwischen 1936 und 1946 war er Bürgermeister dieser Stadt. Im Jahr 1940 war Welch Delegierter zur Democratic National Convention in Chicago, auf der Amtsinhaber Franklin D. Roosevelt zum dritten Mal als Präsidentschaftskandidat nominiert wurde. In den Jahren 1946 und 1947 war er als Assistant Director Vorstandsmitglied der Reconstruction Finance Corporation in Kansas City.
Bei den Kongresswahlen des Jahres 1948 wurde Welch im dritten Wahlbezirk von Missouri in das US-Repräsentantenhaus in Washington, D.C. gewählt, wo er am 3. Januar 1949 die Nachfolge des Republikaners William Clay Cole antrat. Nach einer Wiederwahl konnte er bis zum 3. Januar 1953 zwei Legislaturperioden im Kongress absolvieren. Diese waren von den Ereignissen des Kalten Krieges geprägt. Im Jahr 1952 verzichtete Welch auf eine weitere Kongresskandidatur. Stattdessen strebte er erfolglos die Nominierung seiner Partei für die Gouverneurswahl in Missouri an. In den folgenden Jahren arbeitete er in verschiedenen Bereichen für die Staatsregierung von Missouri. Phil Welch starb am 26. April 1963 in einem Krankenhaus in Saint Joseph.